# VII. Kleopátra
VII. Kleopátra Philopatór (görögül:Κλεοπάτρα Φιλοπάτωρ, később Cleopatra Thea Neotera Philopatór kai Philopatrisz (i. e. 69. január – i. e. 30. augusztus 12.), XII. Ptolemaiosz fáraó és valószínűleg  testvére vagy unokatestvére, V. Kleopátra leánya, i. e. 51-től haláláig Egyiptom fáraója, a Ptolemaida-dinasztia utolsó uralkodója. Habár számos más egyiptomi királynő uralkodott e néven, általában egyszerűen Kleopátraként emlegetik, hiszen minden más ezen a néven regnáló elődjénél messzemenően híresebb. Hagyományosan őt tartják az utolsó fáraónak, azonban ez pontatlan, mivel a római császárok többsége, kezdve Augustusszal, viselte a címet és Egyiptomban a tradicionális egyiptomi királyi titulusok felvétele mellett uralkodott.
Egyenes ági leszármazottja volt Nagy Sándor tábornokának, I. Ptolemaiosz fáraónak, aki a makedóniai Arszinoé és Lakusz fia volt. A görög nyelv és görög kultúra mellett Kleopátra az egyiptomi nyelvet is teljességgel elsajátította, és ezzel a háromszáz éve uralkodó Ptolemaida-dinasztiának ő volt az első tagja, aki népe nyelvét is folyékonyan beszélte, noha elődei is egytől egyig egyiptomi rítus szerint uralkodtak, és magukat egyiptominak és az egyiptomi istenek leszármazottainak tartották. Egyes források szerint Kleopátra legalább kilenc nyelven beszélt, a görög mellett tehát egyiptomi nyelven, ezeken felül a méd, a pártus, a héber, az arab, az amhara nyelvet, valamint a szírek, a trogloditák (barlanglakók törzse a Vörös-tenger afrikai partján) és az etiópok nyelvét beszélte. Csak ritkán, távoli népek követeinek érkezésekor volt szüksége tolmácsra.
Előbb édesapja, XII. Ptolemaiosz, később fivérei (és egyben férjei), XIII. Ptolemaiosz és XIV. Ptolemaiosz, majd fia, XV. Ptolemaiosz társuralkodója volt. Túlélt egy államcsínyt fivére, XIII. Ptolemaiosz és hívei szervezésében. Szerelmi viszonyt folytatott Caius Iulius Caesarral, megragadta és megszilárdította hatalmát a trónon, és a Caesar elleni merénylet után alkalmazkodott a megváltozott erőviszonyokhoz: feleségül ment Marcus Antoniushoz. Gyermekei közül egy Caesartól, három pedig Antoniustól született. Fivéreivel kötött érdekházasságai gyermektelenek voltak. Antonius riválisa, Caesar törvényes örököse, Octavianus Róma erejét Egyiptom ellen fordította. A bekövetkezett események i. e. 30. augusztus 12-én véget vetettek Kleopátra birodalmának, ő maga pedig öngyilkos lett.
Kétségtelenül az egész emberiség történetének egyik legismertebb személyisége. Alig akad még olyan történelmi alak, akinek neve olyannyira ismert, életútja pedig olyannyira híres és közkedvelt lenne, mint az övé. Már életében is óriási ismertségnek örvendett szerte a Közel-Keleten és a Római Birodalomban, így alakja halála után szinte azonnal legendássá és a mindennapi szóbeszéd témájává vált.

## Korai évek

### Apja uralkodása
A Kleopátra jelentése görögül „az apa dicsősége”. A királynő teljes neve: Cleopatra Thea Philopator, azaz „Kleopátra istennő, apja által szeretett”. XII. Ptolemaiosz Auletes király harmadik leányaként látta meg a napvilágot, édesanyja valószínűleg édesapja nővére, V. Kleopátra, aki sorban a harmadik volt a társuralkodásban, a másik két nővére meghalt.
Kevés információ ismert Kleopátra gyermekkorából, de szemtanúja lehetett a zűrzavaros eseményeknek és a nép ptolemaioszi dinasztiához való kötődésének apja uralma alatt. A történések indítékai magukban foglalják az uralkodók testi és erkölcsi elkorcsosulását, a hatalom központosítását és korrupciót. Ez felkelésekhez, Ciprus és Cyrenaica elvesztésével jártak. A Ptolemaioszok uralkodása egyike a szerencsétlen dinasztiák legtöbbjének.
Kr. e. 58-ban Kleopátra idősebb nővére, IV. Bereniké apjától magához ragadta a hatalmat. Róma támogatásával Syria helytartója, Aulus Gabinius, XII. Ptolemaiosz a felkelést leverte és nővérét Kr. e. 55-ben kivégeztette. Ezután Kleopátra férjével, öccsével, XIII. Ptolemaiosszal közösen örökölte a trónt.

### Trónra lépése
Kr. e. 51 márciusában XII. Ptolemaiosz meghalt. Kleopátra 18 évesen, XIII. Ptolemaiosz 12 évesen lettek Egyiptom közös uralkodói. Uralkodásuk első három évét gazdasági nehézségek, éhínség, a Nílus termőterületeinek elégtelen eláradásai és politikai konfliktusok jellemezték. Bár Kleopátra összeházasodott fiatal testvérével, korán jelét adta, hogy esze ágában sincs megosztani a hatalmat.
Kr. e. 51 augusztusában a társuralkodók közötti viszony teljesen elmérgesedett. Kleopátra elhagyta a Ptolemaiosz nevet a hivatalos iratokból, és az ezután vert érméken egyedüliként jelent meg arca. Amilyen lekezelően bántak a ptolemaioszi hagyományok a női vezetőkkel, olyan alárendelten bánt saját társuralkodójával. Ennek következménye udvaroncainak összeesküvése, melyet Pothinus eunuch vezetett. Elmozdította Kleopátrát a hatalomból, és Ptolemaioszt egyedüli uralkodóvá tette. Mindez Kr. e. 48 körül történt (lehet, hogy korábban. Egy i. e. 51-ből származó rendelet szerint Ptolemaiosz egyedüliként használta nevét). Kleopátra felkelést próbált szítani Pelusium környékén, de rövidesen elhagyni kényszerült Egyiptomot egyetlen életben maradt lánytestvérével, Arszinoével.

## Kleopátra és Caesar

### Pompeius meggyilkolása

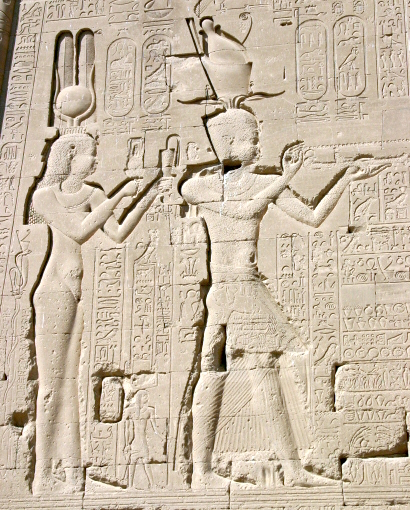
Dendera temploma. Hátsó falán ez olvasható: Kleopátra és fia, Caesarion

Amíg Kleopátra száműzetésben volt, Ptolemaiosz belekeveredett a római polgárháborúba. Kr. e. 48 őszén Pompeius elmenekült Caesar csapatai elől Alexandriában keresve menedéket. Ebben az időben Ptolemaiosz csak 15 éves volt, és egymaga ült a trónon. Kr. e. 48. szeptember 29-én a kikötőből éppen láthatta, amint Pompeiust meggyilkolta korábbi tisztjeinek egyike, aki most már Ptolemaiosz szolgálatában állt. Úgy gondolják, Ptolemaiosz ítélte halálra, hogy Caesar kedvében járjon, ezáltal Róma szövetségesévé váljon, aminek Egyiptom adósa volt. Ez katasztrofális melléfogás volt Ptolemaiosz részéről. Amikor Caesar megérkezett Egyiptomba, két nap elteltével Ptolemaiosz átnyújtotta Pompeius levágott, bepácolt fejét. Caesar haragra gerjedt és elfoglalta az egyiptomi fővárost; kötelességének érezte, hogy döntőbíró legyen a rivális Ptolemaiosz és Kleopátra követelései között.

### Caesar és Caesarion
Plutarkhosz feljegyzi, hogy Kleopátra buzgón próbált Caesar hasznára és Ptolemaiosz bosszantására lenni. A királynő a palotába vitette magát egy perzsa szőnyegben szolgái által, és így mutatkozott be Caesarnak. Ennél a pontnál Caesar elállt terveitől, Egyiptom bekebelezésétől, helyette támogatta Kleopátra igényét trónja visszakövetelésére. Zavargások törtek ki, melynek során Kr. e. 47. január 13-án XIII. Ptolemaiosz a Nílusba fulladt. Februárban Caesar és Kleopátra csapatai legyőzték a trónkövetelő IV. Arszinoé csapatait, és Caesar visszaültette a trónra Kleopátrát, fiatalabbik öccsével XIV. Ptolemaiosszal, az új társuralkodóval.
Időközben a harmincéves korkülönbség ellenére Kleopátra és Caesar szeretők lettek. Kr. e. 48 és Kr. e. 47 között Caesar Egyiptomban maradt. Kr. e. 47. június 23-án Kleopátra gyermeknek adott életet, aki a Ptolemaiosz Kaiszarion nevet kapta (Caesarion jelentése „kis Caesar”, ennek görög alakja a Kaiszarion). Kleopátra követelte Caesartól, hogy fiának adja nevét és tegye örökösévé. Caesar védnökségét választotta unokaöccse, Octavianus helyett.
Kr. e. 46 és Kr. e. 44 között Kleopátra és Caesarion Rómába látogatott, éppen amikor a Caesar elleni merényletet elkövették Kr. e. 44. március 15-én. A merénylet előtt vagy nem sokkal utána visszatért Egyiptomba. Amikor XIV. Ptolemaiosz rejtélyes körülmények között meghalt (valószínűleg Kleopátra mérgezte meg), Kr. e. 44. szeptember 2-án Kleopátra Kaiszariont társuralkodójává és örökösévé tette.

## Kleopátra és Marcus Antonius

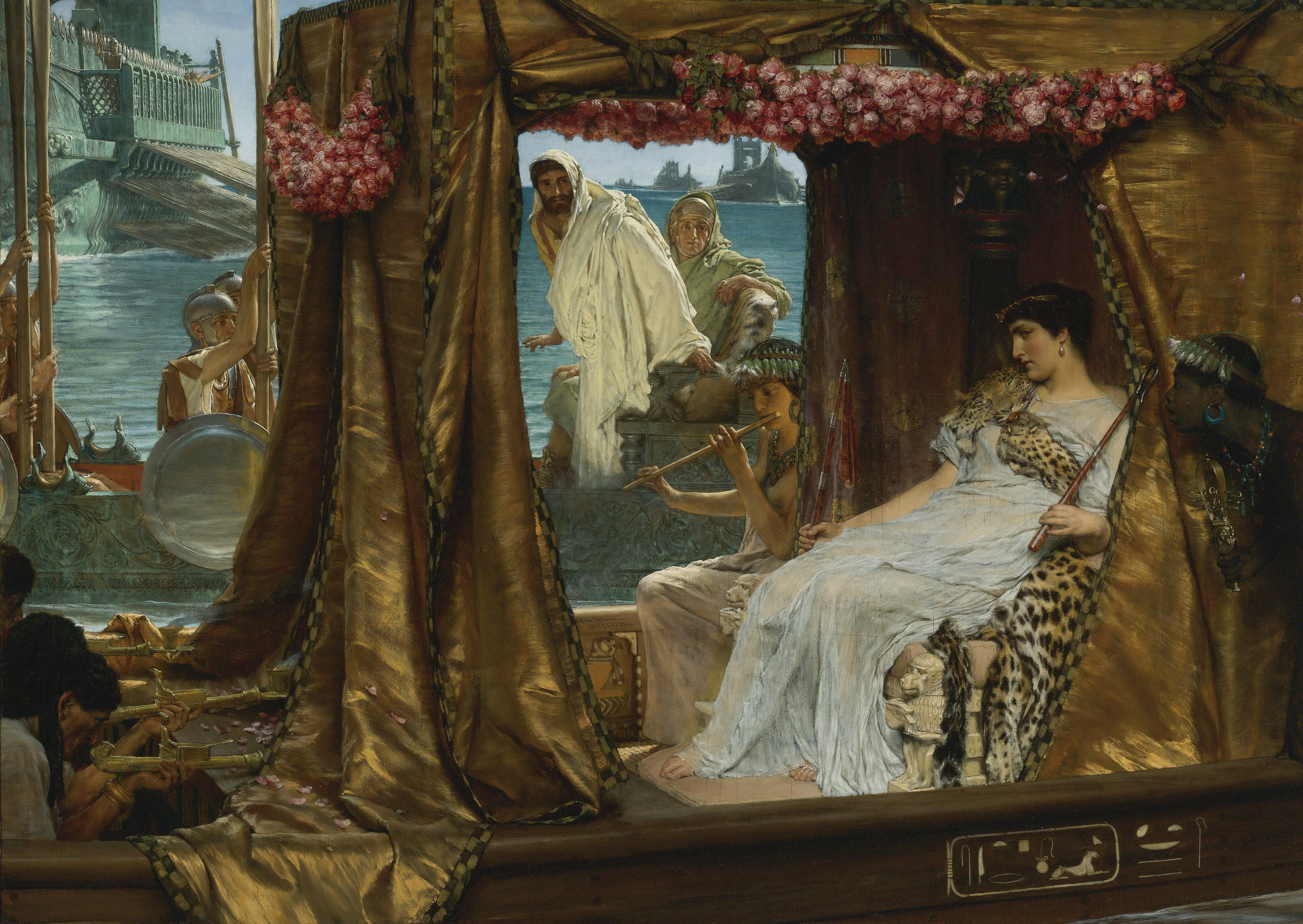
Antónius és Kleopátra (Lawrence Alma-Tadema festménye, 1883)

Kr. e. 42-ben Marcus Antonius, a triumvirek egyike, aki Róma vezetője volt a Caesar halála után kialakult hatalmi vákuumban, találkozóra hívta Kleopátrát Tarszoszba biztosítani politikai hűségéről. Kleopátra erős szövetségesre lelt Antoniusban, mivel elbűvölte őt, és Kr. e. 41–40 telét Alexandriában töltötte. I. e. 40. december 25-én ikreket szült, akik az Alexandrosz Héliosz és Kleopátra Szeléné nevet kapták.
Négy évvel később, Kr. e. 37-ben Antonius újra látogatást tett Alexandriába útban a pártusok elleni háborúba. Felújította kapcsolatát Kleopátrával, és ettől a ponttól Alexandriát tekintette otthonának. Házasságot kötött Kleopátrával egyiptomi szertartás szerint (Suetonius egy levélben említést tesz erről a feltevésről), habár ebben az időben házas volt Octaviával, Octavianus triumvirtársa nővérével. Megszületett Antonius és Kleopátra következő gyereke Ptolemaiosz Philadelphosz. Kr. e. 34 vége felé Antonius meghódította Armeniát. Kleopátrát és Kaiszariont Egyiptom és Ciprus társuralkodójaként megkoronázták; Alexandrosz Héliosz Armenia, Media és Parthia koronás vezetője, Kleopátra Szeléné Cyrenaica és Libya királynője míg Ptolemaiosz Philadelphosz Phoenicia, Syria és Cilicia megkoronázott vezetője lett. Kleopátra így elnyerte a Királyok Királynője címet.
Számos ellenőrizhetetlen, de nagyszerű mendemonda kering Kleopátráról. A legismertebb történet az, amikor pazar lakomáinak egyikén játékosan fogadást ajánlott Antoniusnak, hogy rá tud-e költeni tízmillió szeszterciuszt egy vacsorára. Antonius ráállt a fogadásra. Következő este egyszerű fogást szolgáltak fel, amin Antonius élcelődött. Erre kérette a második fogást – mindössze egy csésze erős ecetet hoztak. Akkor levette az egyik felbecsülhetetlen értékű gyöngy fülbevalóját, beleejtette, hagyta feloldódni és megitta a keveréket.
Antonius viselkedése szörnyen ellenséges és számító volt a rómaiak szemében, és Octavianus meggyőzte a Szenátust a toborzásról, az Egyiptom elleni háborúhoz. Joggal tartottak attól, hogy Kleopátra többre tör, sőt Antonius kész lett volna triumvirátusának területét átadni Kleopátrának, amelyen ő majd egy Egyiptom központú birodalmat alapíthat. Ezek a területek, mint Ciprus a fontos rézbányákkal, vagy a mai Líbia termékeny területeivel nélkülözhetetlenek voltak a Római Köztársaság számára. Kr. e. 31. szeptember 2-án Antonius erői szembekerültek a rómaiakkal egy tengeri ütközetben, Actium partjánál. Kleopátra is jelen volt saját flottájával. Ismert legenda mesél nekünk arról, amikor meglátta, hogy Antonius gyengén felszerelt hajói és katonai evezősei vesztésre állnak a római hajóhad főerőivel szemben, Kleopátra harc nélkül elmenekült, elhagyta Antonius hajóhadát, elállt a csata folytatásától. Nincs azonban korabeli forrásunk arról, hogy ez tényleg így is történt-e.
Az actiumi csata után Octavianus betört Egyiptomba. Alexandria felé menetelt és Kr. e. 30. augusztus 12-én Antonius serege megfutamodott Octavianus elől.

## Halála

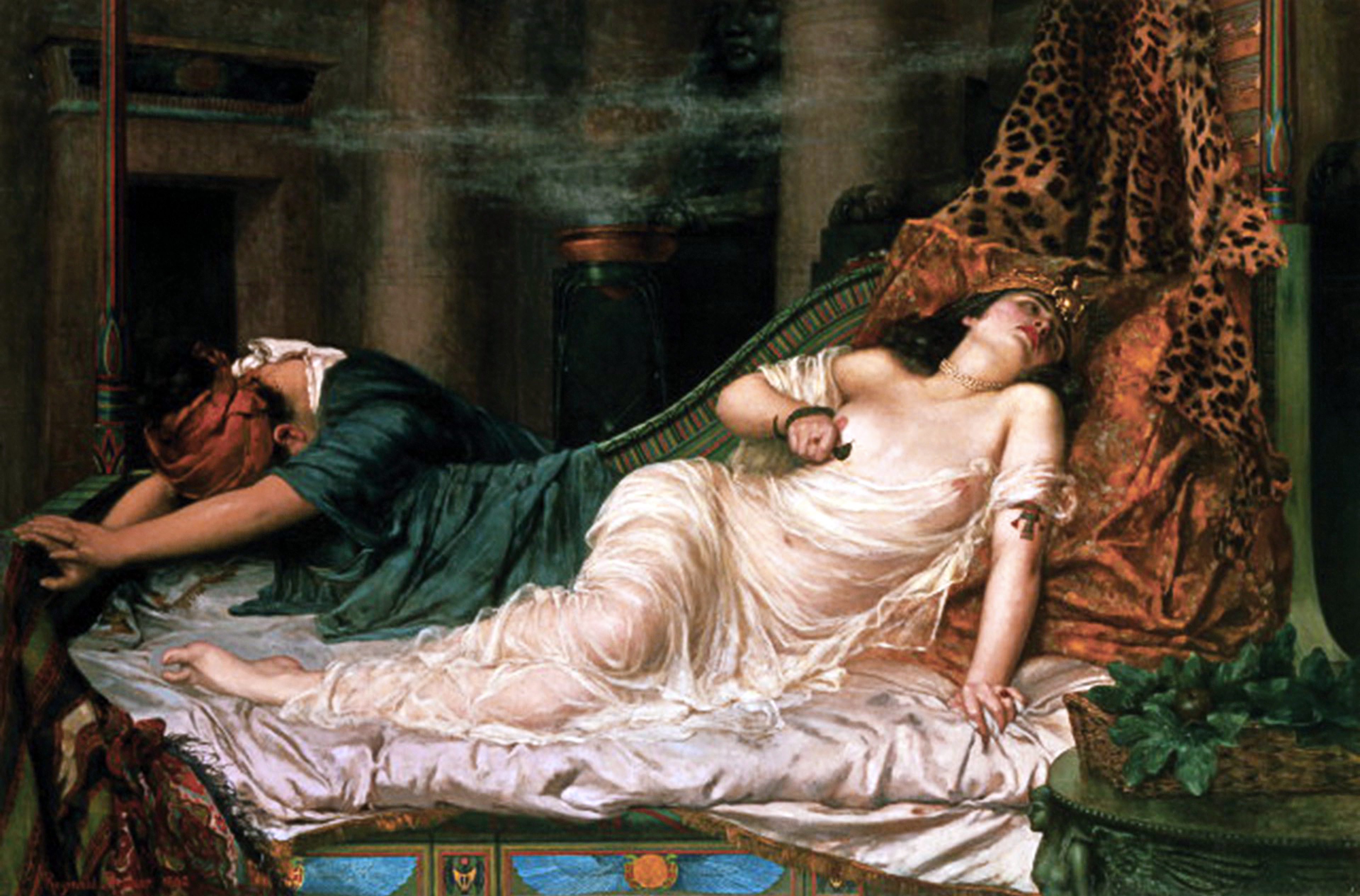
Kleopátra halála (Reginald Arthur festménye, 1892)

Antonius öngyilkosságot követett el, amikor tudtára adták neki Kleopátra halálhírét. Néhány nappal később Kleopátra valóban önkezétől halt meg. Az ókori feljegyzések általában egybevágnak abban, hogy vesztét egy áspiskígyó (Naja haje) marása okozta, két szolgálójáéval együtt. Octavianus az épület közelében várt, értesítették haláláról, és csak meggyőződött róla saját szemével.
Kleopátra fiát, Kaiszariont kiáltották ki Egyiptom fáraójának XV. Ptolemaiosz néven, de Octavianus már győzött. Caesariont elfogták és kivégezték. Sorsát Octavianus híres szavai pecsételték meg: „Túl sok Caesar”. Ezzel nemcsak a hellenisztikus kor egyiptomi fáraóinak uralkodása, hanem az összes egyiptomi fáraó uralkodása is véget ért. Antoniustól született három gyermekét megkímélték és Rómába vitték, ahol Antonius özvegye, Octavia nevelte fel őket.

## Kleopátra Plutarkhosz szerint
„A külseje önmagában véve nem volt igazán figyelemre méltó. Lényének kisugárzása tette olyan ellenállhatatlanná. Megkapó személyisége elbűvölő beszédstílussal párosult. Intelligenciája és mondanivalója megbabonázta a hallgatóságát. Már az maga volt az öröm, ha a hangját hallotta valaki. Mintha egy többhúros hangszeren játszott volna, úgy váltogatta a nyelveket, melyeken beszélt. Ellenállhatatlan bájjal csevegett, egyedülálló jellemként ismerték, varázslatos és elragadó volt a kisugárzása, amikor új emberekkel találkozott. Kedvesen csengett a hangja, amikor beszélt. És ezzel nemcsak a férfiakat hódította meg. A nők istenítették, úgy öltöztek, úgy viselték a hajukat, ahogyan ő.”

## Kleopátra a művészetekben

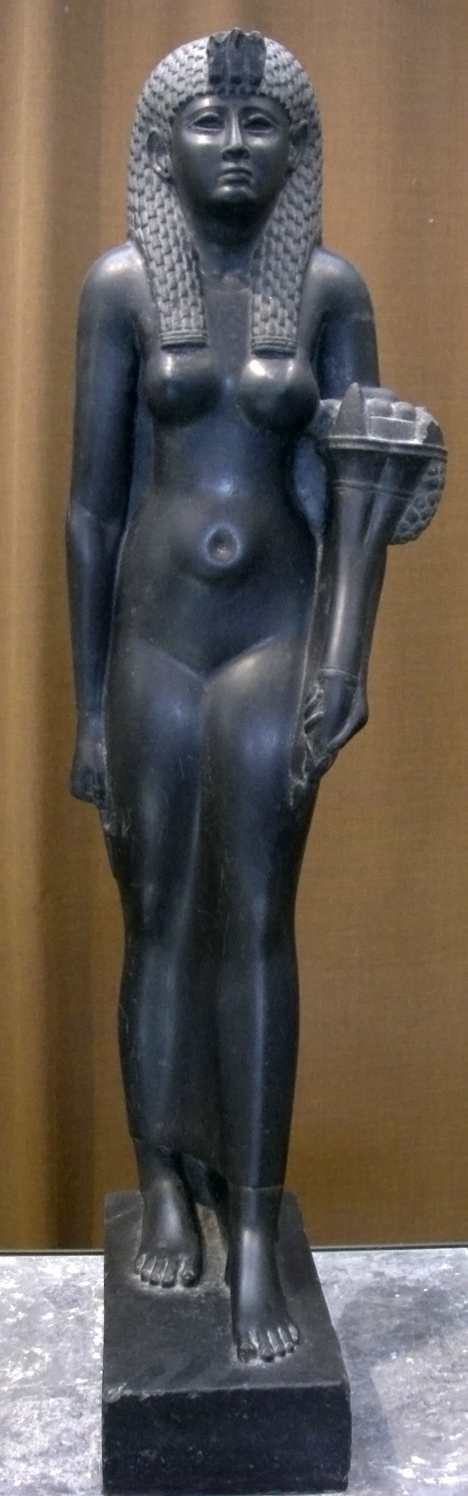
Kleopátra szobra

Kleopátra története évszázadokon át bűvölte el írók és művészek sokaságát. Semmi kétség, műveikben alakja úgy sejlik fel, mint egy nagy csábító, aki képes volt szövetséget kötni az akkori világ két legerősebb férfijával Caesarral és Antoniusszal. Ezeket a tényeket tárja fel a 2001-ben bemutatott: Egyiptom Kleopátrája: Tényektől a mítoszig című film is.

### Építészet
- Az ókori Alexandria kikötői látképe Archiválva 2007. július 11-i dátummal a Wayback Machine-ben
- ...és térképe Archiválva 2007. július 11-i dátummal a Wayback Machine-ben
- Kleopátra tűje Londonban és New Yorkban

### Filmek

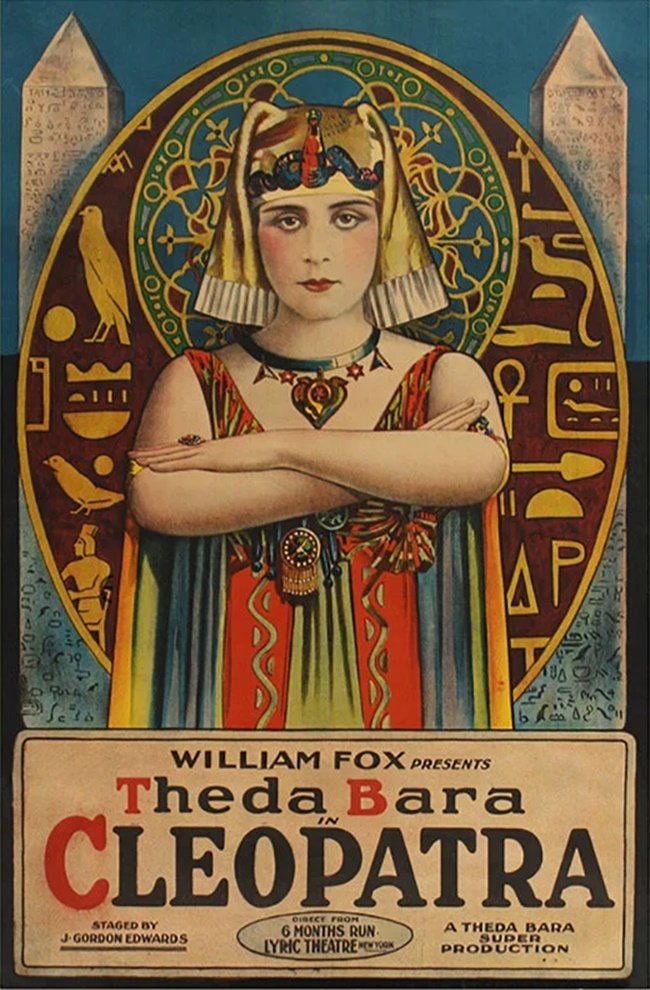
Az 1917-es Cleopatra-film plakátja

#### Az öngyilkosság

Guido Cagnacci – Kleopátra halála (1658)